# Sheila Atim
Sheila Atim (Kampala, enero de 1991) es una actriz, cantante, compositora y dramaturga nacida en Uganda y nacionalizada británica. Hizo su debut en 2013 en el Shakespeare's Globe con The Lightning Child, un musical coescrito por ella junto con el actor Ché Walker.
En 2018 ganó el Premio Laurence Olivier en la categoría de mejor actriz de reparto en un musical por su papel como Marianne Laine en una producción de Girl from the North Country. En 2019 estrenó su obra Anguis en el marco del Edinburgh Festival Fringe. También ha aparecido en algunas series de televisión como The Pale Horse, The Feed y Harlots.

## Créditos

### Teatro
| Fechas                                        | Título                                                      | Papel                  | Escenario                                                     | Ref.          |
| --------------------------------------------- | ----------------------------------------------------------- | ---------------------- | ------------------------------------------------------------- | ------------- |
| 18 de septiembre – 12 de octubre de 2013      | The Lightning Child                                         | Maenad                 | Shakespeare's Globe                                           | [ 7 ] [ 8 ]   |
| 6 de febrero – 4 de marzo de 2014             | Ghost Town                                                  | Keira                  | York Theatre Royal                                            | [ 9 ]         |
| 13 de junio – 6 de julio de 2014              | Klook's Last Stand                                          | Vinette                | Park Theatre                                                  | [ 10 ]        |
| 30 de septiembre – 25 de octubre de 2014      | Rachel                                                      | Sra. Laine             | Finborough Theatre                                            | [ 11 ] [ 12 ] |
| Desde noviembre de 2014                       | Hopelessly Devoted                                          | Chess                  | Gira nacional                                                 | [ 13 ]        |
| 18 de marzo – 8 de septiembre de 2015         | The Jew of Malta                                            | Asistente              | Swan Theatre, Stratford-upon-Avon (Royal Shakespeare Company) | [ 14 ]        |
| 11 de abril – 24 de junio de 2015             | Love's Sacrifice                                            | Julia                  | Swan Theatre, Stratford-upon-Avon (Royal Shakespeare Company) | [ 15 ]        |
| 3 de julio – 12 de septiembre de 2015         | Volpone                                                     | Asistente              | Swan Theatre, Stratford-upon-Avon (Royal Shakespeare Company) | [ 16 ]        |
| 10 de septiembre – 3 de octubre de 2015       | The Etienne Sisters                                         | Canciones adicionales{ | Theatre Royal Stratford East                                  | [ 17 ] [ 18 ] |
| 22 de marzo – 2 de junio de 2016              | Les Blancs                                                  | Mujer                  | National Theatre                                              | [ 11 ] [ 19 ] |
| 23 de septiembre – 17 de diciembre de 2016    | Shakespeare Trilogy: The Tempest                            | Ferdinand              | Donmar Warehouse                                              | [ 20 ]        |
| 23 de septiembre – 17 de diciembre de 2016    | Shakespeare Trilogy: Henry IV                               | Gadshill & Lady Percy  | Donmar Warehouse                                              | [ 20 ]        |
| 23 de septiembre – 17 de diciembre de 2016    | Shakespeare Trilogy: Julius Caesar                          | Lucius                 | Donmar Warehouse                                              | [ 20 ]        |
| 23–25 de marzo de 2017                        | Black Lives Black Words – The Interrogation of Sandra Bland | Bland One              | Bush Theatre                                                  | [ 11 ] [ 21 ] |
| 9 de mayo – 3 de junio de 2017                | Babette's Feast                                             | Babette                | Print Room                                                    | [ 11 ] [ 22 ] |
| 26 de julio – 7 de octubre de 2017            | Girl from the North Country                                 | Marianne Laine         | Old Vic                                                       | [ 11 ] [ 23 ] |
| 29 de diciembre de 2017 – 24 de marzo de 2018 | Girl from the North Country                                 | Marianne Laine         | Noël Coward Theatre                                           | [ 11 ] [ 23 ] |
| 20 de julio – 13 de octubre de 2018           | Othello                                                     | Emilia                 | Shakespeare's Globe                                           | [ 24 ]        |
| 1–26 de enero de 2019                         | Time is love / Tiempo Es Amor                               | Rosa                   | Finborough Theatre                                            | [ 25 ]        |
| 1–26 de agosto de 2019                        | Anguis                                                      | Autora                 | Gilded Balloon Teviot                                         | [ 26 ]        |

### Televisión
| Año  | Película                 | Papel          | Notas          | Ref.   |
| ---- | ------------------------ | -------------- | -------------- | ------ |
| 2014 | I Live With Models       | Joven          | Comedy Central | [ 8 ]  |
| 2018 | Harlots                  | Limehouse Nell | Hulu           |        |
| 2019 | Bounty Hunters           | Investigadora  | Sky One        | [ 8 ]  |
| 2019 | The Feed                 | Amanda Javad   | Amazon         | [ 8 ]  |
| 2020 | The Pale Horse           | Thryza Grey    | BBC            | [ 27 ] |
| 2020 | The Underground Railroad | Mabel          | Amazon         |        |
| 2020 | The Irregulars           |                | Netflix        | [ 28 ] |

### Cine
| Año  | Título                                       | Papel                  | Notas                           | Ref.          |
| ---- | -------------------------------------------- | ---------------------- | ------------------------------- | ------------- |
| 2015 | Twelfth Night                                | Viola/Sebastian        | Interactive Shakespeare Company | [ 29 ] [ 30 ] |
| 2020 | Sulphur and White                            | Samira                 | Emu Films                       | [ 8 ]         |
| 2020 | The Show                                     | John Conqueror         | Lex Film                        | [ 8 ]         |
| 2020 | Bruised                                      | Bobbi Buddhakan Berroa |                                 | [ 31 ]        |
| 2022 | Doctor Strange en el multiverso de la locura | Sara                   |                                 |               |
| 2022 | La mujer rey                                 | Amenza                 |                                 |               |
| 2022 | Pinocho                                      | Signora vitelli        |                                 |               |
| 2023 | All Dirt Roads Taste of Salt                 | Evelyn                 |                                 | [ 32 ]        |

### Radio
| Año  | Título          | Papel          | Notas       | Ref.   |
| ---- | --------------- | -------------- | ----------- | ------ |
| 2017 | The Anansi Boys | Rosie, Sybilla | BBC Radio 4 | [ 33 ] |